# Titay
Titay là một đô thị hạng 5 ở tỉnh Zamboanga Sibugay, Philippines. Theo điều tra dân số năm 2000 của Philipin, đô thị này có dân số 39.730 người trong 7.802 hộ.

## Các đơn vị hành chính
Titay được chia thành 29 barangay.
| - Achasol - Azusano - Bangco - Camanga - Culasian - Dalangin - Dalangin Muslim - Dalisay - Gomotoc - Imelda (Upper Camanga) - Kipit - Kitabog - La Libertad - Longilog - Mabini | - Malagandis - Mate - Moalboal - Namnama - New Canaan - Palomoc - Poblacion (Titay) - Poblacion Muslim - Pulidan - San Antonio - San Isidro - Santa Fe - Supit - Tugop - Tugop Muslim |